# سوزا (لاعب كرة قدم برازيلي)
سوزا (بالبرتغالية: Willamis de Souza Silva‏) هو لاعب كرة قدم برازيلي في مركزي صانع ألعاب والوسط، ولد في 4 فبراير 1979 في ماسايو في البرازيل. لعب مع باريس سان جيرمان وبوتافوغو ريغاتاس وبورتوغيزا سانتيستا وجمعية بورتوغيزا الرياضية وغريميو بورتو أليغرينزي ونادي باسو فوندو ونادي ساو باولو ونادي سيارا ونادي غواراني ونادي فلومينينسي ونادي كاشياس دو سول ونادي كروزيرو ونادي ليبرتاد.

## وصلات خارجية
- سوزا (لاعب كرة قدم برازيلي) على موقع قاعدة بيانات كرة القدم.إي يو (الإنجليزية)
- سوزا (لاعب كرة قدم برازيلي) على موقع ليكيب (الفرنسية)
- سوزا (لاعب كرة قدم برازيلي) على موقع Soccerway.com (الإنجليزية)